# Leopold von Sachsen-Coburg und Gotha

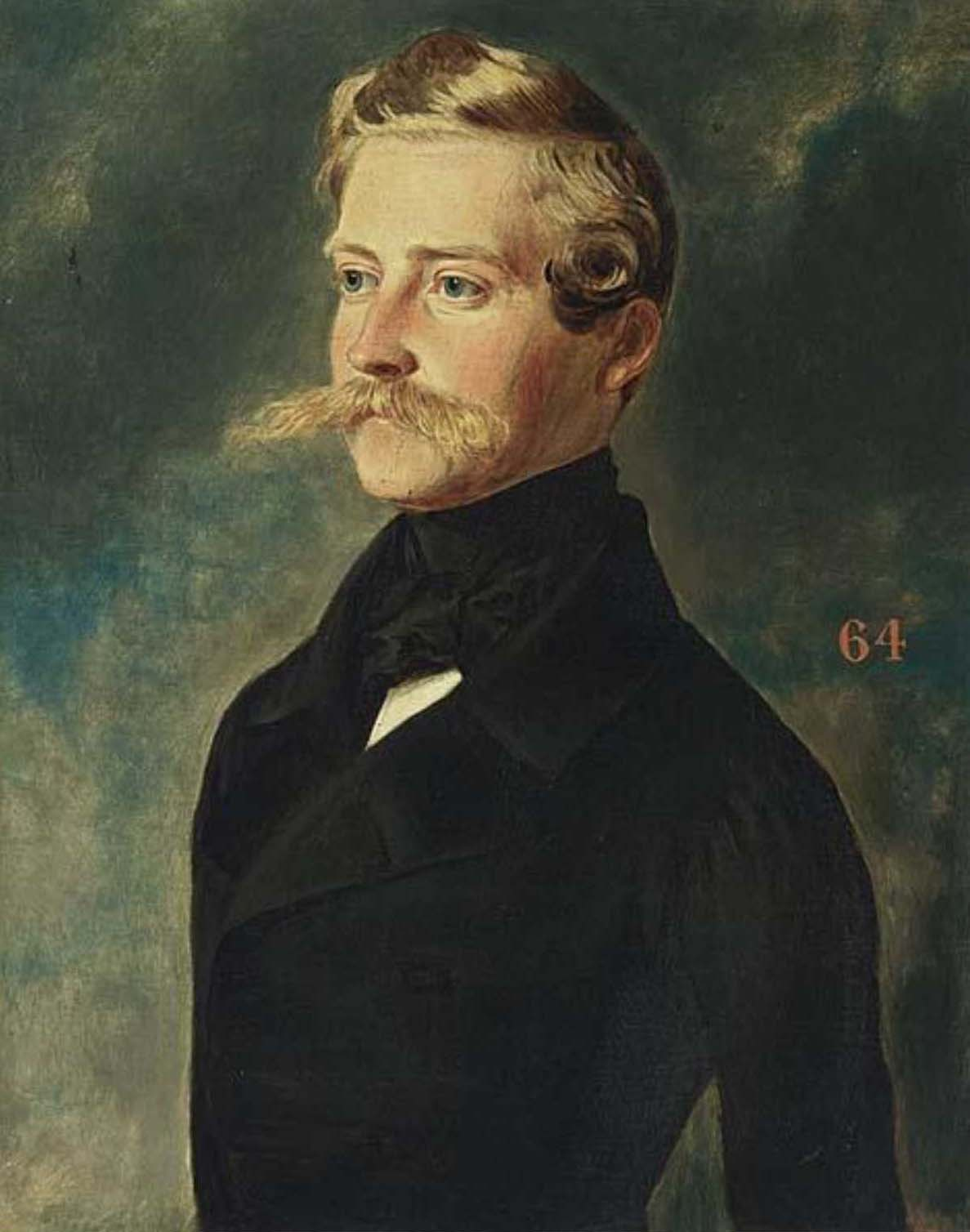
Prinz Leopold von Sachsen-Coburg-Saalfeld

Leopold Franz Julius von Sachsen-Coburg und Gotha (* 31. Januar 1824 in Wien; † 20. Mai 1884 ebenda) war ein Prinz von Sachsen-Coburg und Gotha aus der katholischen Seitenlinie Koháry sowie österreichischer Generalmajor.

## Leben
Leopold war das jüngste Kind des Herzogs Ferdinand Georg August von Sachsen-Coburg-Saalfeld-Koháry (1785–1851) und seiner Gemahlin der ungarischen Erbprinzessin Marie Antonie Gabriele von Koháry (1797–1862). Sein Bruder war der portugiesische König Ferdinand II.
Leopold wurde 1845 von der spanischen Regentin Maria Christina als Ehemann ihrer Tochter Königin Isabella II. vorgeschlagen. Zu dieser Ehe kam es jedoch nicht, da der französische Louis Philippe, der Schwiegervater von Leopolds Schwester Viktoria, den spanischen Thron für ein Mitglied seines Hauses anstrebte. Leopold war in österreichischen Diensten zum Generalmajor aufgestiegen. Er war Träger des Großkreuzes des Herzoglich Sachsen-Ernestinischen Hausordens sowie des königlich portugiesischen Turm- und Schwertordens.

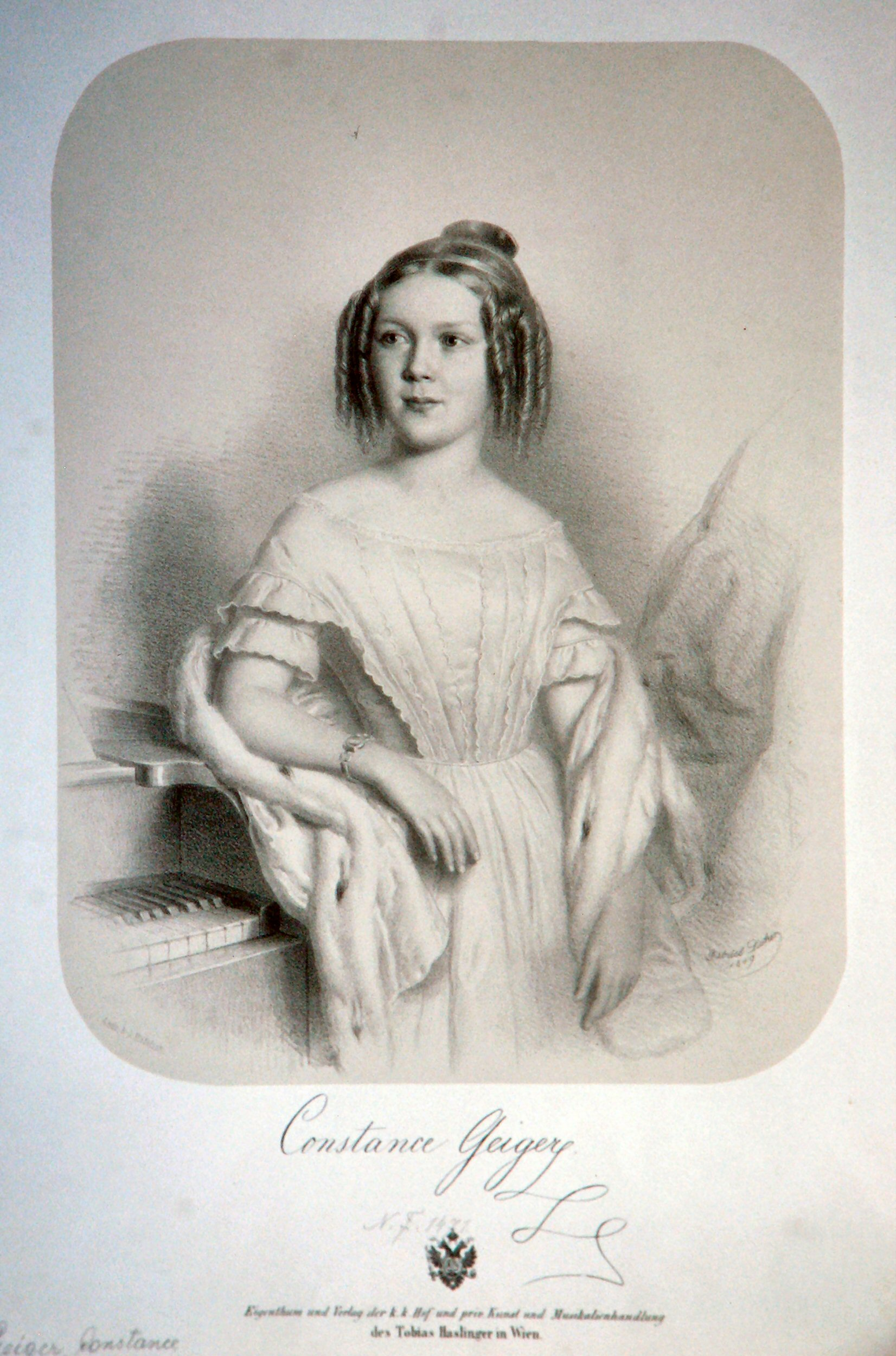
Constance Geiger als Mädchen, Lithographie von Gabriel Decker, 1849

Prinz Leopold heiratete am 23. April 1861 in morganatischer Ehe in der Wiener Schottenkirche Konstanze Geiger (1835–1890), die 1862 durch Herzog Ernst II. von Sachsen-Coburg und Gotha zur „Freifrau von Ruttenstein“ erhoben wurde. Zwischen Leopold und Konstanze hatte bereits seit Jahren eine Liebesbeziehung  bestanden. Konstanze Geiger, eine in ganz Wien bekannte Komponistin und Schauspielerin, war eine enge Freundin des Komponisten Johann Strauss. Die Verbindung war in Leopolds Familie auf Ablehnung gestoßen und galt als Beleidigung des Hauses. Leopold setzte sich durch und feierte seine Vermählung so aufwändig wie möglich. Zur Kirche fuhr er in einer Staatskarosse und da Hof und eigene Familie die Hochzeit ignorierten, waren alle Mitglieder der Familie Geiger sowie zahllose Schauspieler und Theaterleute erschienen.
Am 7. Februar 1861 führte Johann Strauss den dem Prinzen Leopold gewidmeten Walzer „Grillenbanner op. 247“ im Dianabadsaal in der Wiener Leopoldstadt zum ersten Mal auf. Mit „Grille“, einen anderen Ausdruck für „Laune“, „verrückte Idee“, spielte Strauss auf den zu erwartenden Ärger über diese unstandesgemäße Verbindung im damals mächtigen Haus Coburg an. Zwischen Prinz Leopold, Konstanze und Johann Strauss bestand noch bis in die 1880er Jahre ein enger freundschaftlicher Kontakt. Das Paar hatte sich im alten Künstlertreffpunkt „Gasthaus zum goldenen Lamm“ in der Leopoldstadt, Praterstraße 7 am Donaukanal kennengelernt. Dort lebte die Familie bei ihren Wiener Aufenthalten und hier starb Prinz Leopold auch 1884. Das Paar lebte außerdem in Schloss Friedrichsthal in Gotha und in Paris in der Villa Constance. Das musikliebende Paar pflegte Umgang mit berühmten Künstlern, unter anderem mit Alexander Girardi, Sarah Bernhardt, Benoît Constant Coquelin und mit Josefine Gallmeyer.
Leopold hat im Herzoglichen Mausoleum auf dem Coburger Friedhof am Glockenberg seine letzte Ruhestätte.

## Nachkommen
Aus seiner nicht standesgemäßen Ehe hatte Leopold einen Sohn:
- Franz (1860–1899), Freiherr von Ruttenstein